# Nervo dei muscoli otturatore interno e gemello superiore
Il nervo dei muscoli otturatore interno e gemello superiore è un nervo muscolare che origina dal plesso sacrale. È formato da fibre provenienti da L5, S1 ed S2.
Dopo la sua origine, abbandona la pelvi attraverso il grande forame ischiatico, passando al di sotto del muscolo piriforme. Uscito dalla pelvi, emette un ramo destinato al muscolo gemello superiore. Rientra in cavità pelvica attraverso il piccolo forame ischiatico e va a innervare il muscolo otturatore interno.